# الجلبين (حفاش)

تعديل مصدري - تعديل

الجلبين هي إحدى قرى عزلة بني قشب بمديرية حفاش التابعة لمحافظة المحويت، بلغ تعداد سكانها 549 نسمة حسب تعداد اليمن لعام 2004.